# Imleria heteroderma
Imleria heteroderma (J.Blum) T.Rödig, 2015 è un fungo della famiglia Boletaceae, diffuso in Europa e Nord America.

## Descrizione della specie

### Cappello
Color bruno/crema, pileipellis non gelatinizzato

### Pori
Color bianco/crema

### Gambo
Cilindrico, liscio o quasi liscio, anello assente

### Carne
Color bianco/crema

### Microscopia

Ife cuticolari con placchette congofile

Si distingue dalle altre specie del genere Imleria per via del colore e della struttura delle ife. 
Gli elementi che costituiscono le ife sono lisci.
Nelle cellule terminali delle ife che compongono la cuticola del cappello sono presenti incrostazioni di placche congofile.

## Ecologia
È solitamente trovato nella rizosfera del cedro.